# NHL Entry Draft 1992
1992 NHL Entry Draft var den 30:e NHL-draften. Den ägde rum 20 juni 1992 i Forum de Montréal som låg i Montréal i Québec i Kanada.
Tampa Bay Lightning var först ut att välja spelare och de valde Roman Hamrlik.